# Marcial Couvert
Marcial (Martial) Couvert (? – ?) francia jégkorongozó.
A francia válogatottal három jégkorong-világbajnokságon is játszott. Az 1930-as jégkorong-világbajnokságon először legyőzték a belgákat 4–1-re, majd a negyeddöntőben kikpatak az osztrákoktól 2–1-re és a 6. helyen végeztek. Az 1931-es jégkorong-világbajnokságon csak a románokat tudták megverni és a 9. helyen végeztek. Az 1934-es jégkorong-világbajnokságon játszott utoljára. Ezen a világbajnokságon 5 mérkőzésen játszott de a helyosztóktól, ami a 7–12. helyért ment, a franciák visszaléptek, így a 11. helyen végeztek.
Testvére, Raoul Couvert Európa-bajnok jégkorongozó, olimpikon és vele együtt játszott az 1930-as és 1931-es világbajnokságon.